# Burgruine (Antarktika)
Die Burgruine ist ein inselartiger Nunatak in den Concord Mountains des ostantarktischen Viktorialands. Er liegt am nordöstlichen Rand des Greenwell-Gletschers im südwestlichen Teil der Everett Range.
Wissenschaftler der deutschen Expedition GANOVEX I (1979–1980) nahmen seine deskriptive Benennung vor.